# Yampa
Yampa – miasto w Stanach Zjednoczonych, w stanie Kolorado, w hrabstwie Routt.